# کارل رام
کارل رام (به آلمانی: Karl Rahm) (زاده ۲ آوریل ۱۹۰۷ – درگذشته ۳۰ آوریل ۱۹۴۷) یک افسر آلمانی در دوره رایش سوم و از فوریه سال ۱۹۴۴ تا مه سال ۱۹۴۵ فرمانده اردوگاه کار اجباری ترزینشتات بود.

## اوایل زندگی
وی در سال ۱۹۰۷ در کلوسترنویبورگ در اتریش-مجارستان زاده شد. در جوانی به کار ابزارسازی در وین مشغول بود. در دهه ۱۹۲۰ جذب فعالیت‌های حزب نازی شد. در اوایل دهه ۱۹۳۰ به عضویت حزب و گروه زیرزمینی اس‌اس اتریشی (شاخه اس‌اس در اتریش) درآمد. برادر کمونیست وی پس از آنشلوس (الحاق اتریش به آلمان نازی) به اردوگاه کار اجباری فرستاده شد.

## جنگ جهانی دوم
رام در زمان شروع جنگ جهانی دوم به عنوان افسر اس‌اس-اوبراشتورمفورر در آلگماینه اس‌اس کار می‌کرد. برای گرفتن یک کار تمام وقت، در گشتاپو و آژانس مرکزی مهاجرت یهودیان در وین و زیر نظر آدولف آیشمان مشغول به کار شد. در ۱۹۴۰ به شعبه همین اداره در پراگ فرستاده شد و به عنوان دستیار هانس گونتر (رئیس اداره) مشغول به کار شد. در مارس ۱۹۴۱ او و گونتر برای ایجاد مرکزی جدید به هلند رفتند اما موفق نشدند.

## ترزینشتات
وی در فوریه ۱۹۴۴ به رتبه اس‌اس-اشتورمبانفورر ارتقا یافت و به فرماندهی اردوگاه کار اجباری ترزینشتات منصوب گردید. یکی از اولین کارهای وی نظارت بر پروژه زیباسازی اردوگاه در هنگام بازدید کمیته بین‌المللی صلیب سرخ از آن‌جا بود. هدف از این پروژه این بود که وانمود کنند با یهودیان در آلمان نازی به خوبی رفتار می‌شود. پس از بازدید صلیب سرخ از اردوگاه فیلمی پروپاگاندا با عنوان ترزینشتات:فیلم مستندی از اسکان مجدد یهودیان ساخته و در تعدادی از کشورهای بی‌طرف نمایش داده شد.
در زمان فرماندهی وی تبعید یهودیان از ترزینشتات به اردوگاه آشویتس افزایش یافت. تنها در یک ماهه پس از بازدید صلیب سرخ از اردوگاه، ۱۸٬۰۰۰ نفر به آشویتس فرستاده شدند.
وی شخصاً زندانیان را کتک می‌زد و شکنجه‌ها را تماشا می‌کرد. در روی دیگر سکه وی بعضاً با زندانیانی که پیشینه‌ای از طبقه کارگر وین داشتند ارتباط صمیمانه برقرار می‌کرد. حتی به نجات برخی از زندانیان از تبعید در قبال رشوه مشهور بود.

## پس از جنگ
رام و دیگر کارکنان اس‌اس اردوگاه را در ۵ مه ۱۹۴۵ تخلیه کردند. کمی بعد توسط نیروهای آمریکایی دستگیر و در سال ۱۹۴۷ به چکسلواکی فرستاده شد. در آن‌جا محاکمه و به اتهام جنایت علیه بشریت به مرگ محکوم شد. وی در نهایت در ۳۰ آوریل ۱۹۴۷ اعدام شد.